# Syndrome de Wolf-Hirschhorn
 Mise en garde médicale
Le syndrome de Wolf-Hirschhorn  est une maladie chromosomique associant :
- faciès caractéristique ;
- retard de croissance intra-utérin suivi d’un retard de croissance post-natal ;
- hypotonie musculaire ;
- retard de développement avec un retard mental.

La plupart de ces enfants ne marcheront pas et ne parleront pas.

## Autres noms de la maladie
- Syndrome 4p
- Délétion 4p
- Monosomie 4p
- Syndrome de Pitt-Rogers-Danks
- 4p-

## Étiologie
- Délétion de la portion distale du bras court du chromosome 4 impliquant la bande 4p16 (région critique WHCR)
- 75 % des monosomies 4p sont des délétions de novo (chromosome paternel le plus souvent)
- Translocation familiale est retrouvée chez 5 à 13 % des patients.
- Dans quelques cas, en plus de la délétion 4p, il existe des anomalies chromosomiques plus compliquées.

## Prévalence
1 sur 50 000 naissances. Atteint 2 filles pour un garçon.

## Description
- Hypotonie avec crises d’épilepsie fréquentes. La plupart des enfants ne marchent pas et ne parlent pas. L’acquisition de la propreté est très tardive ;
- difficulté d’alimentation ;
- retard de croissance intra-utérin ;
- faciès caractéristiques :
  - microcéphalie,
  - hypertélorisme,
  - glabelle proéminente,
  - nez large et/ou cassé,
  - philtrum court,
  - micrognathie,
  - coins de la bouche tombants,
  - oreilles dysplasiques,
  - appendice préauriculaire
- division palatine et anomalie dentaire ;
- cardiopathies congénitales ;
- surdité ;
- manifestations rénales ;
- anomalies génitales ;
- malformations cérébrales ;
- mouvements stéréotypés.

## Diagnostic
Le caryotype standard diagnostique environ 60 à 70 % des délétions. L’hybridation in situ par fluorescence détecte la majorité des délétions de la région WHCR.

## Diagnostic différentiel
- Délétion de la région proximale du bras court du 4
- Les autres syndromes à éliminer :
  - Syndrome de Seckel
  - Syndrome CHARGE
  - Syndrome de Smith-Lemli-Opitz
  - Syndrome de Williams
  - Syndrome de Rett
  - Syndrome d'Angelman
  - Syndrome de Smith-Magenis
  - Syndrome de Malpuech
  - Syndrome de Lowry-Maclean

## Conseil génétique
L’analyse chromosomique des parents recherchera une translocation intéressant la région critique. Le conseil génétique dépendra du résultat du caryotype des parents.

Le diagnostic prénatal est possible en cas de réarrangement chromosomique d’un des parents.

## Sources
- Page spécifique sur Orphanet
- (en) Site en anglais Incontournable pour les maladies génétiques
- (en) Agatino Battaglia, John C Carey, Tracy J Wright, « Wolf-Hirschhorn Syndrome » In GeneTests: Medical Genetics Information Resource (database online). Copyright, University of Washington, Seattle. 1993-2005